# غورانسراب
غورانسراب هي قرية في مقاطعة خلخال، إيران. عدد سكان هذه القرية هو 947 في سنة 2006.